# Sebastiano Vassalli
Sebastiano Vassalli, né le 24 octobre 1941 à Gênes et mort le 27 juillet 2015 à Casale Monferrato, est un écrivain italien, lauréat du prix Strega en 1990, pour La Chimera. Depuis sa jeunesse, il vivait dans la province de Novare.

## Biographie
Vassalli est diplômé en lettres de l'université de Milan, intéressé par l'instrument de la psychanalyse. Le jeune Vassalli se consacra dès les années 1960 à l'enseignement et à la recherche artistique de la Nouvelle Avant-garde (Neoavanguardia) italienne (nom qui la distingue de l'Avant-garde du début du XXe siècle), et participa au Gruppo '63 (Groupe 63), un groupe néo-avant-gardiste fondé à Palerme en 1963. Récits et poèmes remarqués, jusqu'au roman expérimental Abitare il vento. Par la suite, il s'est consacré plus intensément encore à la littérature. Il a contribué aux colonnes littéraires de grands journaux italiens comme La Repubblica et le Corriere della Sera et fut rédacteur au journal La Stampa.
Une constante domine l'œuvre littéraire de Vassali : le Piémont, sa région d'adoption. Un nulla pieno di storie (2010) reflète fidèlement sa biographie. L'amour de Vassalli pour le Piémont se retrouve dans l'album photographique qu'il lui a consacré : Il mio Piemonte (2002).
L’univers de Vassalli a inspiré l’œuvre du peintre Belio.
Sebastiano Vassalli est mort le 27 juillet 2015 d'un cancer.